# Uprchlické kvóty

Hlasování pro systém na přerozdělování uprchlíků, 22. září 2015:
Ano
Výjimka z přerozdělování
Zdržel se
Ne
Stát mimo EU

Uprchlické kvóty (někdy také migrační kvóty) jsou návrh Evropské komise na rozmístění žadatelů o azyl, kteří se dostali do Evropské unie v rámci Evropské migrační krize, mezi členské státy EU. Návrh kvót padl poprvé v dubnu 2015 jako součást tzv. Nové agendy v migraci a měl být jedním z opatření, jak řešit problematickou situaci imigrace do Evropy. Od té doby se stal celoevropským kontroverzním tématem.

## Pozice zúčastněných stran
Postupně narůstající příliv ilegálních migrantů a uprchlíků dosáhl na jaře 2015 takových rozměrů, kdy některé členské státy Evropské unie (Itálie, Řecko, Německo, Maďarsko) začaly žádat o pomoc se zvládnutím velkého počtu žadatelů o azyl, především apelovaly na evropskou solidaritu. Zatímco do Itálie a Řecka přišlo během jara několik desítek tisíc lidí z Afriky a jihozápadní Asie, v zemích střední a východní Evropy se počet zajištěných imigrantů v té době pohyboval jen v řádu desítek či stovek. Z finanční krize stále ještě vyčerpané jihoevropské země začaly požadovat na evropské politické úrovni takové řešení, které by ulevilo jejich rozpočtům. V srpnu 2015 zvýšilo odhad počtu příchozích i Německo, a to na 800 000 lidí. Tím značně vzrostl tlak na prosazení takového řešení, které ulehčí nápor na státy, které mají s migranty největší problémy. Značná část lidí i politiků ale zastává názor, že kvóty situaci nepomohou nevyřešit.
| Podle:                         | Podle:                         | 1. verze kvót (červen 2015) | 1. verze kvót (červen 2015) | 2. verze kvót (září 2015) | 2. verze kvót (září 2015) | Celkem k přerozdělení z IT a EL | Celkem k přerozdělení z IT a EL | Relokace ze zemí mimo EU | Relokace ze zemí mimo EU |
| ------------------------------ | ------------------------------ | --------------------------- | --------------------------- | ------------------------- | ------------------------- | ------------------------------- | ------------------------------- | ------------------------ | ------------------------ |
| Celkem migrantů k přerozdělení | Celkem migrantů k přerozdělení | 40 000                      | 40 000                      | 66 000                    | 66 000                    | 106 000                         | 106 000                         | 20 000                   | 20 000                   |
| Z Itálie (IT)                  | Z Řecka (EL)                   | 24 000                      | 16 000                      | 15 600                    | 50 400                    | 39 600                          | 66 400                          | Z Jordánska a Iráku      | Z Jordánska a Iráku      |
| Celkem migrantů do ČR          | Celkem migrantů do ČR          | 1 100                       | 1 100                       | 1 591                     | 1 591                     | 2 691                           | 2 691                           | 400                      | 400                      |
| Z Itálie (IT)                  | Z Řecka (EL)                   | 660                         | 440                         | 376                       | 1 215                     | 1 036                           | 1 655                           | V letech 2015–2017       | V letech 2015–2017       |

### První verze kvót
Hlavními podporovateli uprchlických kvót v Evropské unii byly především ty země EU, které jsou nejvíce zatíženy imigrační vlnou (Německo, Rakousko, Itálie, Řecko apod.) Jiné státy (zejména členové Visegrádské čtyřky – Česká republika, Slovensko, Maďarsko a Polsko) princip kvót ostře odmítají, především v souvislosti s veřejným míněním, které je silně odsuzuje. Podle původního návrhu z května 2015, který byl součástí 1. implementačního balíčku EK na řešení migrační krize, mělo být přemístěno celkem 40 000 imigrantů z Itálie a Řecka a dalších 20 000 běženců z uprchlických táborů v Jordánsku a autonomní oblasti Kurdistán do ostatních 26 členských států Evropské unie. Na Českou republiku tak připadalo 525 osob z uprchlických táborů a 1 338 z Itálie a Řecka (celkem 1863 uprchlíků). Kvóty byly výhodné zejména pro Itálii, Německo a Švédsko, kterým by ulevily od náporu uprchlíků. Naopak nevýhodné byly pro většinu středoevropských a východoevropské státy.
Tyto kvóty ale byly na konci června 2015 po odporu některých zemí včetně České republiky na jednání Evropského parlamentu zamítnuty. Namísto toho bylo rozhodnuto, že země EU si mezi sebe rozdělí stejný počet běženců, jako bylo původně navrhováno, ale na dobrovolné bázi, tedy 40 000 osob, a to v průběhu roku 2015. V praxi se ale ukázalo, že tyto plány selhaly. Zbývajících 20 000 běženců z uprchlických táborů v Iráckém Kurdistánu a Jordánsku mělo být přesídleno v letech 2015, 2016 a 2017. Český premiér Bohuslav Sobotka přislíbil do konce roku 2017 přijmout celkem 1 100 osob z Řecka a Itálie, nejvíce ze zemí Visegrádské skupiny.

### Druhá verze kvót
Po nebývale silné migrační vlně na přelomu srpna a září téhož roku se opět začalo o kvótách uvažovat. Novou verzi kvót, zahrnutou do 2. implementačního balíčku, od začátku podporovaly zejména Německo, Švédsko, Itálie a Rakousko. Týkala se přemístění 120 000 úspěšných žadatelů o azyl z Itálie, Řecka a Maďarska do ostatních členských států EU. Tento návrh opět ostře odsoudily státy Visegrádské skupiny. Kvóty se projednávaly na mimořádném summitu ministrů vnitra zemí EU 14. září 2015, ale k názorové shodě zde nedošlo.
Na zasedání Evropského parlamentu (EP) ve Štrasburku v druhém týdnu září 2015 apeloval předseda Evropské komise Jean-Claude Juncker na země Visegrádské skupiny, aby změnily svůj postoj k přijímání migrantů a souhlasily s kvótami na jejich přerozdělení. Vláda České republiky, stejně jako prezident Miloš Zeman, však i nadále odmítají celý návrh jako nesmyslný a nic neřešící. Obdobné postoje vyjádřili i představitelé dalších zemí; odmítl je například polský prezident Andrzej Duda, který jej nazval diktátem mocných.
Kvóty schválili ministři vnitra členských států EU na jednání Rady Evropské unie dne 21. září 2015. Proti návrhu hlasovali ministři vnitra České republiky, Slovenska, Maďarska a Rumunska, Finsko se zdrželo hlasování a ministři ostatních zemí s návrhem souhlasili. Maďarský premiér Viktor Orbán oznámil, že Maďarsko tehdy již s imigranty nemělo problém a proto nemělo být plánovaných 54 000 osob z Maďarska přemístěno v roce 2015. Na Českou republiku mělo z celkového počtu 120 000 migrantů připadnout 2 978 osob. Ale poté, co bylo rozhodnuto, že Maďarsko se přerozdělování účastnit nebude, jelikož již problém s migranty vyřešilo, byl počet pro Česko snížen na 1 591 osob z celkových 66 000 migrantů. Nadále zůstávalo platné i tzv. „dobrovolné“ přijetí 1 100 běženců z Itálie a Řecka. Slovenský premiér Robert Fico v reakci na schválení kvót uvedl, že kvóty nebudou na území Slovenska uplatněny a podal žalobu na Radu Evropské unie. Žalobu kvůli schválení kvót o několik dní později podala i maďarská vláda.
Původní plány, které mluvily vyřešení krize díky kvótám, ale zcela selhaly – v roce 2015 bylo namísto 106 000 žadatelů o azyl přemístěno jen 259 migrantů, z toho 177 z Itálie a 82 z Řecka. K 5. květnu 2017 bylo přesunuto pouze 18 119 lidí. Při prvním pokusu o přesídlení sedmi vybraných syrských uprchlíků do České republiky tři z nich opustili řecká zařízení, kde čekali na přemístění, aby se přesídlení do ČR vyhnuli.

### Reakce
Vedou se diskuze o možnosti zavedení trvalého povinného přerozdělovacího mechanismu napříč celou EU, pro který ale není dostatečná podpora mezi unijními státy.
V souvislosti s rostoucím počtem imigrantů se vyostřila i debata uvnitř Evropské unie mezi jednotlivými členskými státy, zdali by kvóty měly být zavedeny, či nikoliv. Uvnitř Německa již podobné opatření platí, tzn. jednotlivé spolkové země dostávají tolik žadatelů o azyl, kolik odpovídá jejich počtu obyvatel a ekonomické síle. Německá kancléřka Angela Merkelová vyslyšela kritiky především z Bavorska a sdělila, že kvóty jsou nezbytné pro to, aby nebyl zpochybněn schengenský prostor. V České republice se lidé ke kvótám staví značně negativně.

## Závazky pro Českou republiku
Kvóty přijaté v roce 2015 zavazují Českou republiku k nabídce takového počtu míst, kolik jich je Česká republika schopna kapacitně dočasně přijmout do uprchlických zařízení a vést s nimi azylové řízení, bez povinnosti azyl udělit. Tato nabídka se týká pouze migrantů ze Sýrie, Eritreje a Iráku, kde jsou lidé vystaveni válečným konfliktům, nebo diktátorskému režimu, a kteří jsou dislokováni v uprchlických táborech v Řecku a Itálii. Každý migrant musí splňovat bezpečnostní podmínky českých úřadů, které mají právo kohokoliv odmítnout už jen pro nedostatek informací o dané osobě.

## Soudní spor kvůli kvótám
V květnu 2017 se konalo jednání před Soudním dvorem Evropské unie, kde zástupci Maďarska a Slovenska vysvětlovali, proč se tyto země na soud kvůli uprchlickým kvótám obrátili. Podle Slovenska rada EU svým rozhodnutím zasáhla do práv národních parlamentů a podle žaloby prý porušeny principy zastupitelské demokracie, institucionální rovnováhy a řádné správy věcí veřejných. Výrok soudu by mohl mít vliv i na debatu EU ohledně reformy azylového systému.
Evropský soud žaloby 6. září 2017 v plném rozsahu zamítl.
Začátkem ledna 2018 podala Evropská komise na Českou republiku, Polsko a Maďarsko kvůli nepřijímání imigrantů žalobu.
Začátkem dubna 2020 dospěl Soudní dvůr Evropské unie k závěru, že Polsko, Maďarsko a Česká republika nesplnily své povinnosti plynoucí z práva Evropské unie. Vrcholný orgán unijní justice uvedl, že nebylo možné se dovolávat ochrany vnitřní bezpečnosti. Za žalující stranu ohodnotila šéfka Evropské komise Ursula von der Leyenová s odkazem na nový „migrační pakt“ zmíněný verdikt jako důležitý, neboť i když se vztahuje k minulosti, tak může být vodítkem do budoucnosti. Právní zástupci žalované strany a představitelé zmíněných tří států považovali verdikt za bezvýznamný, neboť verdikt nemá žádné další důsledky, a ani z něj nevyplývá povinnost přijmout žadatele o azyl.

## Trvalé kvóty
V květnu 2016 předložila Evropská komise návrh na rozšíření Dublinského nařízení, které určuje, která země zodpovídá za vyřízení žádosti o azyl, o tzv. korekční přidělovací mechanismus. Ten určuje trvalé kvóty na přerozdělování žadatelů o azyl mezi všechny členské státy.

## Hlasování českých poslanců EP
29. dubna 2015 přijal Evropský parlament usnesení o tragédiích, k nimž došlo v poslední době ve Středozemním moři, a o migrační a azylové politice EU, které obsahuje bod č. 8, kde se vyzývá Evropská Komise, aby zavedla závazné kvóty k rozdělování žadatelů o azyl mezi všechny členské státy.
Při hlasování o zařazení bodu č. 8 do usnesení, které prošlo většinou 438 hlasů pro, 229 bylo proti a 21 se zdrželo,, hlasovali pro Pavel Poc, Olga Sehnalová a Miroslav Poche. Poslanci Luděk Niedermeyer a Stanislav Polčák se zdrželi hlasování. Zbytek českých poslanců se vyslovil proti.
Při hlasování o usnesení jako celku hlasovali pro Jan Keller, Pavel Poc, Olga Sehnalová a Miroslav Poche z ČSSD, Luděk Niedermayer, Stanislav Polčák a Jaromír Štětina z TOP 09/STAN a dále také Pavel Svoboda, Tomáš Zdechovský a Michaela Šojdrová z KDU-ČSL. Proti hlasovali všichni zástupci za ANO 2011 (Martina Dlabajová, Dita Charanzová, Petr Ježek a Pavel Telička), ODS (Jan Zahradil a Evžen Tošenovský) a Svobodné (Petr Mach). Zdrželi se poslanec Jiří Pospíšil (TOP 09) a zástupci KSČM (Kateřina Konečná, Jiří Maštalka a Miroslav Ransdorf).
9. září téhož roku se konalo hlasování o návrhu Evropské komise na přerozdělení 40 000 uprchlíků, který byl schválen poměrem 498 pro, 158 proti a 37 se zdrželo. EP v pozměňovacím návrhu požadoval, aby byly kvóty závazné a aby se počet přerozdělených zvýšil na 110 000. Mezi odmítavými hlasy byla většina českých zástupců v Evropském parlamentu. Proti hlasovali všichni poslanci za ANO 2011 (Dita Charanzová, Martina Dlabajová, Petr Ježek a Pavel Telička), KDU-ČSL (Pavel Svoboda, Michaela Šojdrová a Tomáš Zdechovský), ODS (Evžen Tošenovský a Jan Zahradil) a Svobodné (Petr Mach). Proti hlasovali i Jiří Pospíšil (TOP 09), dále pak Jan Keller, Pavel Poc, Olga Sehnalová za ČSSD i zástupci KSČM Kateřina Konečná a Miloslav Ransdorf. Z českých poslanců zvedli ruku pro návrh Komise pouze Luděk Niedermeyer (TOP 09), Stanislav Polčák (Starostové a nezávislí) a Jaromír Štětina (TOP 09).
10. září 2015 přijal EP usnesení, ve kterém důrazně podporuje závazný mechanismus přemísťování a vyzývá Komisi, aby pozměnila stávající dublinské nařízení a zapracovala do něj stálý závazný systém pro přerozdělování žadatelů o azyl mezi všemi členskými státy. Pro usnesení hlasovali Luděk Niedermayer, Stanislav Polčák a Jaromír Štětina z TOP 09/STAN.
17. září 2015 schválil EP návrh komise na přerozdělení 120 000 uprchlíků podle závazných kvót, který s ním rada konzultovala. Pro legislativní usnesení hlasovali Luděk Niedermayer, Stanislav Polčák a Jaromír Štětina.
V dubnu 2016 Evropský parlament podpořil nový návrh Evropské komise, který mimo jiné obsahuje trvalé kvóty na migranty. Pro hlasovali pouze dva čeští europoslanci za TOP 09 Jaromír Štětina a Luděk Niedermayer.
V květnu 2017 bylo přijato usnesení, ve kterém je obsažen bod o tom, že EP vítá, že komise zahájí řízení o nesplnění povinnosti s některými členskými státy (včetně České republiky). Pro usnesení hlasovali Luděk Niedermayer (TOP 09) a Stanislav Polčák (STAN).
Ve stejný den proběhlo i hlasování o Strategii EU pro Sýrii zahrnující pasáž „vyzývá členské státy EU, aby projevily větší odhodlání při sdílení odpovědnosti a umožnily uprchlíkům, kteří utíkají z válečných oblastí v Sýrii, nalézt ochranu za hranicemi bezprostředně sousedícího regionu, a to i prostřednictvím programů přesídlování a přijímání uprchlíků“, jež europoslanec Petr Mach interpretoval jako podporu přerozdělování. Poslanec Tomáš Zdechovský interpretaci Petra Macha odmítl s tím, že v rezoluci není přesídlování uprchlíků zmíněné jako povinnost, nýbrž mělo jít o apel na solidárnost bez jakýchkoliv sankcí, kde jako příklad zmínil možnost přijetí křesťanských uprchlíků.
Usnesení podpořili europoslanci Pavel Telička, Petr Ježek, Dita Charanzová, Martina Dlabajová (ANO), Tomáš Zdechovský, Michaela Šojdrová, Pavel Svoboda (KDU-ČSL), Jaromír Štětina, Luděk Niedermayer (TOP09), Stanislav Polčák (STAN), Pavel Poc, Miroslav Poche (ČSSD).
Následující tabulka obsahuje jen usnesení, která se kvót týkají a pro přehlednost jen poslance EP, kteří hlasovali pro:
| Europoslanec      | Strana  | 29.4.2015 (bod 8) | 29.4.2015 | 9.9.2015 | 10.9.2015 | 17.9.2015 | 12.4.2016 | 18.5.2017 |
| ----------------- | ------- | ----------------- | --------- | -------- | --------- | --------- | --------- | --------- |
| Luděk Niedermayer | TOP 09  |                   | Pro       | Pro      | Pro       | Pro       | Pro       | Pro       |
| Jaromír Štětina   | TOP 09  |                   | Pro       | Pro      | Pro       | Pro       | Pro       |           |
| Stanislav Polčák  | STAN    |                   | Pro       | Pro      | Pro       | Pro       |           | Pro       |
| Pavel Poc         | ČSSD    | Pro               | Pro       |          |           |           |           |           |
| Olga Sehnalová    | ČSSD    | Pro               | Pro       |          |           |           |           |           |
| Miroslav Poche    | ČSSD    | Pro               | Pro       |          |           |           |           |           |
| Jan Keller        | ČSSD    |                   | Pro       |          |           |           |           |           |
| Pavel Svoboda     | KDU-ČSL |                   | Pro       |          |           |           |           |           |
| Tomáš Zdechovský  | KDU-ČSL |                   | Pro       |          |           |           |           |           |
| Michaela Šojdrová | KDU-ČSL |                   | Pro       |          |           |           |           |           |

V říjnu 2019 se EP zabýval návrhem usnesení, které mimo jiné vyzývá Komisi, aby do nových pravidel v oblasti azylu zahrnula rovněž mechanismus přerozdělování osob, které připluly po moři. Dále vyzývá členské státy, aby své přístavy otevřely pro lodě neziskových organizací a urychleně přesunuly část migrantů z detenčních zařízení v Libyi do EU. Usnesení nakonec těsně neprošlo. Z českých europoslanců návrh podpořili pouze Markéta Gregorová, Marcel Kolaja a Mikuláš Peksa (Piráti).